# Antônio Carlos Jobim
Antônio Carlos Jobim (cunoscut și ca Tom Jobim; n. 25 ianuarie 1927, Rio de Janeiro, Districtul Federal⁠(d), Brazilia – d. 8 decembrie 1994, New York City, New York, SUA) a fost un compozitor, pianist, chitarist, compozitor și cântăreț brazilian. Considerat unul dintre cei mai mari exponenți ai muzicii braziliene, Jobim a internaționalizat genul Bossa-nova și, cu ajutorul unor artiști americani importanți, a fuzionat-o cu jazzul în anii 1960 pentru a crea un nou sunet de mare succes. Ca urmare, este cunoscut uneori ca fiind „părintele bossa nova”.